# Campionato qatariota di pallavolo maschile
Il campionato qatariota di pallavolo maschile è un insieme di tornei pallavolistici per squadre di club qatarioti, istituiti dalla federazione pallavolistica del Qatar.

## Struttura
- Campionati nazionali professionistici:

Qatar Volleyball League: a girone unico, partecipano dodici squadre;
- Campionati regionali non professionistici.